# Pierrepont (Meurthe i Mosel·la)
Pierrepont és un municipi francès situat al departament de Meurthe i Mosel·la i a la regió del Gran Est. L'any 2007 tenia 948 habitants.

## Demografia

### Població
El 2007 la població de fet de Pierrepont era de 948 persones. Hi havia 394 famílies, de les quals 108 eren unipersonals (56 homes vivint sols i 52 dones vivint soles), 129 parelles sense fills, 133 parelles amb fills i 24 famílies monoparentals amb fills.
La població ha evolucionat segons el següent gràfic:
Habitants censats

### Habitatges
El 2007 hi havia 449 habitatges, 401 eren l'habitatge principal de la família, 3 eren segones residències i 45 estaven desocupats. 326 eren cases i 123 eren apartaments. Dels 401 habitatges principals, 283 estaven ocupats pels seus propietaris, 111 estaven llogats i ocupats pels llogaters i 8 estaven cedits a títol gratuït; 1 tenia una cambra, 42 en tenien dues, 58 en tenien tres, 94 en tenien quatre i 206 en tenien cinc o més. 263 habitatges disposaven pel capbaix d'una plaça de pàrquing. A 175 habitatges hi havia un automòbil i a 169 n'hi havia dos o més.

### Piràmide de població
La piràmide de població per edats i sexe el 2009 era:
| Homes | Edats   | Dones |
| ----- | ------- | ----- |
| 0     | 95 o +  | 0     |
| 4     | 90 a 94 | 4     |
| 0     | 85 a 89 | 16    |
| 0     | 80 a 84 | 16    |
| 20    | 75 a 79 | 16    |
| 20    | 70 a 74 | 28    |
| 36    | 65 a 69 | 20    |
| 32    | 60 a 64 | 36    |
| 20    | 55 a 59 | 24    |
| 40    | 50 a 54 | 32    |
| 28    | 45 a 49 | 28    |
| 24    | 40 a 44 | 8     |
| 48    | 35 a 39 | 24    |
| 40    | 30 a 34 | 48    |
| 44    | 25 a 29 | 44    |
| 40    | 20 a 24 | 32    |
| 28    | 15 a 19 | 20    |
| 36    | 10 a 14 | 44    |
| 16    | 5 a 9   | 44    |
| 28    | 0 a 4   | 24    |

## Economia
El 2007 la població en edat de treballar era de 628 persones, 465 eren actives i 163 eren inactives. De les 465 persones actives 426 estaven ocupades (236 homes i 190 dones) i 38 estaven aturades (23 homes i 15 dones). De les 163 persones inactives 39 estaven jubilades, 61 estaven estudiant i 63 estaven classificades com a «altres inactius».

### Ingressos
El 2009 a Pierrepont hi havia 388 unitats fiscals que integraven 920,5 persones, la mediana anual d'ingressos fiscals per persona era de 16.915 €.

### Activitats econòmiques
Dels 25 establiments que hi havia el 2007, 1 era d'una empresa extractiva, 1 d'una empresa alimentària, 1 d'una empresa de fabricació d'elements pel transport, 2 d'empreses de construcció, 7 d'empreses de comerç i reparació d'automòbils, 3 d'empreses de transport, 1 d'una empresa d'hostatgeria i restauració, 4 d'empreses immobiliàries, 4 d'entitats de l'administració pública i 1 d'una empresa classificada com a «altres activitats de serveis».
Dels 4 establiments de servei als particulars que hi havia el 2009, 1 era una oficina de correu, 1 paleta, 1 lampisteria i 1 perruqueria.
Dels 5 establiments comercials que hi havia el 2009, 1 era una botiga de més de 120 m², 1 una fleca, 2 botigues d'electrodomèstics i 1 una botiga de material de revestiment de parets i terra.
L'any 2000 a Pierrepont hi havia 5 explotacions agrícoles.

## Equipaments sanitaris i escolars
El 2009 hi havia 1 farmàcia i 1 ambulància.
El 2009 hi havia una escola elemental integrada dins d'un grup escolar amb les comunes properes formant una escola dispersa.

## Poblacions més properes
El següent diagrama mostra les poblacions més properes.